# Trachelas latus
Espèce
Trachelas latus est une espèce d'araignées aranéomorphes de la famille des Trachelidae.

## Distribution
Cette espèce se rencontre au Guatemala et au Mexique au Chiapas et en Oaxaca,.

## Description
Les mâles mesurent de 5,00 à 5,54 mm et les femelles de 5,36 à 7,42 mm.

## Publication originale
- Platnick & Shadab, 1974 : A revision of the tranquillus and speciosus groups of the spider genus Trachelas (Araneae, Clubionidae) in North and Central America. American Museum Novitates, no 2553, p. 1-34 (texte intégral).